# Little Women (película de 2018)
Little Women es una película estadounidense de drama dirigida por Clare Niederpruem, a partir de un guion de Niederpruem y Kristi Shimek. Es una adaptación fílmica de la novela del mismo nombre de 1868 escrita por Louisa May Alcott, que es un recuento moderno  de la historia original y conmemora el 150 aniversario de la publicación del libro. La película está protagonizada por Sarah Davenport, Allie Jennings, Lucas Grabeel, Ian Bohen, y Lea Thompson. Fue estrenada en Estados Unidos el 28 de septiembre de 2018, por Pinnacle Peak.

## Reparto
- Sarah Davenport como Jo March.
  - Aimee Lynne Johnson como Joven Jo.
- Allie Jennings como Beth March.
  - Reese Oliveira como Joven Beth.
- Melanie Piedra como Meg March.
- Taylor Murphy como Amy March.
  - Elise Jones como Joven Amy.
- Lucas Grabeel como Laurie Lawrence.
- Ian Bohen como Freddy Bhaer.
- Lea Thompson como Marmee March.
- Bart Johnson como Sr. March
- Adam Johnson como Duke Senior.
- Michael Flynn como el Señor Laurence.

## Producción
En abril de 2017, se anunció que Lea Thompson y Lucas Grabeel se habían unido al reparto de la película, con Clara Niederpruem dirigiéndola a partir de un guion que escribió junto a Kristi Shimek, basado en la novela del mismo nombre de Louisa May Alcott. Maclain Nelson y Stephen Shimek servirían como productores de la película, mientras que Chris Donahue y Marybeth Sprows, serían los la productores ejecutivos a través de Main Dog Productions y Paulist Productions, respectivamente. En junio de 2017, Sarah Davenport e Ian Bohen se integraron al elenco de la película.

### Rodaje
El rodaje comenzó en junio de 2017, en Salt Lake City, Utah.

## Estreno
En junio de 2018,  se anunció que Pinnacle Peak y Pure Flix Entertainment distribuirían la película. Se estrenó en Estados Unidos el 28 de septiembre de 2018.